# Imerio Cima
Imerio Cima (Brescia, 29 de octubre de 1997) es un ciclista italiano. Su hermano Damiano Cima también fue ciclista profesional.

## Palmarés
2017 (como amateur)
- Trofeo Ciudad de Castelfidardo
- Circuito del Porto-Trofeo Arvedi